# Xylocopinae
De houtbijen (Xylocopinae) zijn insecten en een onderfamilie van de bij-achtigen. De Xylocopinae werden een eerste maal wetenschappelijk beschreven door Pierre André Latreille in 1802.
Tot de gekende geslachten in deze onderfamilie behoren de Xylocopa en de Ceratina.